# Janja Garnbret
Janja Garnbret (født 12. marts 1999) er en slovensk sportsklatrer.
Garnbret begyndte at klatre som syvårig, og i 2015 kom hun med i seniorkonkurrencer. Allerede året efter vandt hun sin første VM-guldmedalje, da hun sejrede i lead-konkurrecen. Hun har siden vundet et utal af internationale konkurrencer, herunder både EM og VM, i såvel lead som bouldering og kombinerede konkurrencer.
Hun repræsenterede Slovenien ved OL 2020 i Tokyo (afholdt i 2021), hvor sporten første gang var på programmet. Her blev konkurreret i kombinationsdisciplinen, og Garnbret var storfavorit efter at have vundet VM-guld i 2020 og EM-guld i 2017 (hun deltog ikke i 2019). Der blev først afholdt kvalifikation, hvor Garnbret i sin svageste disciplin blev nummer 14, hvorpå hun i bouldering viste sin klasse og som eneste deltager nåede toppen på alle fire baner, inden hun i lead fik en fjerdeplads. Dette var dog rigeligt til at kvalificere hende til finalen med bedste samlede resultat. I finalenrunden med otte deltagere blev hun nummer fem i speed og vandt både bouldering og lead, hvilket gav en total på 5 point og en sikker førsteplads foran de to japanere,  Miho Nonaka med 45 point og Akiyo Noguchi med 64 point. Garnbret blev dermed den første olympiske mester i sportsklatring.